# 배내스터 탈턴
배내스터 탈턴(Banastre Tarleton, 1754년 8월 21일 - 1833년 1월 25일)은 영국군 군인, 정치인, 준남작, 바스 훈장 수장자이다. 탈턴은 미국 독립 전쟁 중 종군으로 가장 잘 기억되고 있다. 왁스호 전투에서 항복한 대륙군 병사에게 발포했다고 주장하는 대륙군 측의 선전 공격의 중심이 되었다. 로버트 D. 버스가 1952년에 출판한 《그린 드래군: 배내스터 탈턴과 메리 로빈슨의 생애》(The Green Dragoon: The Lives of Banastre Tarleton and Mary Robinson)라는 책에서 ‘블러디 밴’(Bloody Ban)과 ‘백정’(The Butcher)이라는 별명이 붙은 당시 그의 별명은 오늘 날 대중문화에도 널리 사용되어 왔다.
탈턴은 왕당파나 영국군에게는 뛰어난 경기병 리더로 환호를 받았고, 우세한 적과 조우했을 때 보여준, 그 전술 능력과 결단력을 칭송받았다. 그가 입은 녹색 제복은 1778년에 점령하고 있던 뉴욕에서 결성한 식민지 부대 브리티시 지역의 표준이었다. 탈턴 기병대는 ‘탈턴의 습격자’라고 불렸다.
전후 탈턴은 리버풀에서 영국 의회 의원에 선출된 저명한 휘그당 정치인이 되었다.

## 생애
배내스터 탈튼은 노예 무역을 하는 상인이자 선주인 존 탈턴(1718 – 1773)의 일곱 자녀 중 넷째로 리버풀에서 태어났다. 그의 아버지는 1764년에 리버풀의 시장이 되었고, 무역을 확장하여 미국 식민지와 거래를 하고 있었다. 탈턴은 런던의 미들 템플에서 교육을 받았고, 1771년에는 옥스포드 대학의 유니버시티 컬리지를 들어갔으며, 변호사로서 준비를 하고 있었다. 1773년 그는 아버지의 죽음으로 5,000 파운드를 상속받았다. 불행히도 그는 1년도 되지 않아 런던의 코코아 클럽에서 도박과 여자로 그 재산을 탕진했다. 1775년 그는 제1 드래군 가즈에서 포병 장교 관직을 사서, 뛰어난 기병임을 증명했고, 기병대장이 되었다. 매관매직을 하지 않고, 순전히 그의 뛰어난 재능으로만 그는 중령의 계급까지 승진할 수 있었다. (당시에는 관행이었다.)

## 미국 독립 전쟁
1775년 12월, 미국에서 독립 전쟁이 일어나 반란군을 진압하기 위해 자원했으며, 콕에서 항해에 올랐다. 그 배에는 남부 도시 찰스턴을 함락시키기 위해 원정을 떠나는 찰스 콘월리스 경이 타고 있었다. 이 원정이 실패로 돌아간 후 그는 윌리엄 하우 장군이 이끄는 뉴욕의 영국군 정규군에 입대를 했다. 1776년 복무기간 중, 포병대장이 되었다.
윌리엄 하코트의 명령으로 탈턴은 뉴저지에 있는 찰스 리 장군의 동향을 정보 수집을 위해 정찰대의 일원으로 뉴저지로 파견되었다. 1776년 12월 13일 탈턴은 뉴저지 배스킹 릿지에 있는 집을 포위하고, 가운을 입고 있는 리를 집을 방화하겠다고 겁박해서 항복을 종용한다. 리는 뉴욕으로 이송되어 포로가 되었으며, 이후 포로 교환으로 풀려나게 된다.